# Piet Vermeylen
Pour les articles homonymes, voir Vermeylen.
Pierre (Piet) Vermeylen, né le 8 avril 1904 à Uccle et mort le 30 décembre 1991 à Bruxelles, est un homme politique belge socialiste. Il est le fils d'August Vermeylen.
Avec André Thirifays et Henri Storck, il fut en 1938 un des trois fondateurs de la Cinémathèque royale de Belgique dont il fut président.

## Fonctions et mandats
- Sénateur coopté : 1945-1946
- Sénateur élu direct de Bruxelles : 1946-1971
- Sénateur coopté : 1971-1974
- Ministre de l'Intérieur de Belgique : 1947-1949
- Ministre de l'Intérieur de Belgique : 1954-1958
- Ministre de la Justice de Belgique : 1961-1964
- Ministre d'État : 1966
- Ministre de l'Éducation de Belgique : 1968-1972
- Membre de l'Assemblée commune de la Communauté européenne du charbon et de l'acier: dès 1952.

## Sources
- "Nouvelles biographie nationale, Volume 7", Académie royale de Belgique, 2003